# 서울디지털재단
서울디지털재단(Seoul Digital Foundation, SDF)은 서울을 세계적인 디지털 수도로 만들기 위해 2016년 설립된 서울시 산하 출연기관이다. 디지털 혁신 솔루션의 해외진출 지원, AI와 빅데이터를 통한 서울시 과학행정 선도, 디지털 약자 역량 강화 교육 등을 통해 디지털 포용적인 스마트 도시 구현을 목표로 한다. 본사는 서울특별시 마포구 상암동에 위치해있다.

## 설립목적
첨단 디지털 기술을 활용하여 시민 복리를 증진하고, 서울특별시의 지속가능한 발전을 지원하기 위해 설립

## 근거법령
서울특별시 재단법인 서울디지털재단 설립 및 운영에 관한 조례

## 비전체계
미션은 디지털 심화기, 스마트시티 서울의 글로벌 경쟁력 강화이며, 비전은 스마트시티 서울의 미래를 선도하는 디지털 혁신 리더이다.

## 전략목표
- AI, Big data, Cloud 기반 50대 과학행정 구현
- 글로벌 수준의 스마트시티 혁신 솔루션 300개 지원
- 디지털 약자의 IT역량 수준 10% 이상 견인
- ESG경영 실현 및 창의적 조직문화 조성

## 주요사업
1. 'AI·행정서비스 연구 개발' 사업은 AI 일상화 시대 도래에 따른 생성형 AI 기반 공공서비스를 확대하고, AI 서비스 연착륙 기반을 마련하는 사업이다.
2. '공공데이터 활용 분석·지원' 사업은 AI 활성화 기반 마련을 위해 서울시 투자출연기관을 대상으로 신기술 및 공공데이터 교육을 제공하는 사업이다.
3. '디지털 정책 연구' 사업은 디지털 행정혁신, 디지털 격차해소 등 시정현안에 대응하는 디지털 전략 서비스 기획, 정책기반 연구를 수행하는 사업이다.
4. '도시데이터 활용·컨설팅' 사업은 서울의 주요 도시문제 해결을 위해 데이터 분석 결과를 바탕으로 합리적 개선방안을 마련하는 사업이다.
5. '디지털 약자 역량강화' 사업은 어디나지원단, 디지털 체험버스 등 교육을 통해 디지털 약자의 역량을 강화하는 사업이다.
6. '서울스마트시티센터' 운영 사업은 디지털 기술 기반 솔루션 개발 및 지원, 도시간 네트워크 교류 활성화 등을 지원하는 공간 운영 사업이다.
7. '스마트도시 솔루션 해외진출' 사업은 SCSWC, SCSE 등 해외 스마트시티 전시회를 통해 비즈니스 진출 지원하고 서울시 경쟁력을 강화하는 사업이다.
8. '서울 스마트라이프 위크(SLW)' 사업은 스마트시티 선도도시 서울의 매력적인 라이프 스타일를 전 세계에 알리는 종합행사를 운영하는 사업이다.
9. '스마트도시 서비스 개발' 사업은 시민이 메타버스 콘텐츠를 생산하는 창작 생태계를 구축하고 사회적 약쟈를 위한 VR 콘텐츠를 제작하는 사업이다.